# Нова Людина-павук
«Нова Людина-Павук» (англ. The Amazing Spider-Man, досл. «Дивовижна Людина-Павук») — супергеройський фільм про Людину-Павука. Режисером стрічки став Марк Вебб, а її головні ролі виконали Ендрю Ґарфілд, Емма Стоун, Ріс Іванс і Деніс Лірі. Світова прем'єра фільму відбулася 13 червня 2012 року у Токіо, а в широкий прокат стрічка вийшла у форматах 3D та IMAX 3 липня у США та 5 липня в Україні.
Ґарфілд і Ріс Іванс повернулись до своїх ролей у фільмі «Людина-павук: Додому шляху нема» (2021), який завдяки своїй концепції мультивсесвіту пов’язав кіновсесвіт Marvel із окремими франшизами про Людину-павука, знятих Веббом і Семом Реймі.

## Сюжет
Молодий Пітер Паркер виявляє, що в домашній офіс його батька проникли. Річард і Мері Паркер, батьки Пітера, терміново збирають секретні документи, відвозять Пітера до його тітки Мей та дядька Бена і загадково зникають.
Через кілька років підліток Пітер навчається в старшій науковій школі Мідтауна. Він розумний, але соціально незграбний і часто піддається знущанням. Йому подобається Ґвен Стейсі, яка відповідає йому взаємністю. Пітер знаходить портфель свого батька і дізнається, що той був другом доктора Курта Коннорса, науковця в компанії Oscorp, який працює над схрещенням генів різних видів. Пітер пробирається до лабораторії Oscorp, де його кусає генетично модифікований павук. У нього розвиваються павучі здібності: надлюдська сила, загострені відчуття, спритність, швидкість і вміння лазити по стінах. Тим часом Коннорс, який втратив праву руку, проводить досліди з метою її регенерації.
У паперах батька Пітер знаходить відсутню частину формули експерименту — алгоритм швидкості розпаду. Він навідує Коннорса, розкриває свою особу як син Річарда Паркера і передає йому формулу. Після сварки з дядьком Беном Пітер йде з дому. Коли Бен вирушає на пошуки, він намагається зупинити злодія, якого Пітер раніше дозволив утекти, і отримує смертельне поранення. Бен помирає у Пітера на руках. Після цього Пітер починає шукати злочинців, схожих на вбивцю, зокрема з особливою прикметою — зіркою на зап’ясті. Щоб приховати свою особу, Пітер створює маску, костюм і механічні веб-стріли. Під час вечері з родиною Ґвен він дізнається, що її батько — капітан поліції Джордж Стейсі, який негативно ставиться до нового «героя» в масці. Пітер розкриває Ґвен свою таємницю, і вони цілуються.
Коннорс досягає успіху в дослідах на щурах і його начальник, Раджит Рата, наказує розпочати випробування на людях. Коннорс відмовляється ризикувати життями, і його звільняють. Рата вирішує провести тестування у шпиталі для ветеранів. Відчайдушний Коннорс вводить сироватку собі, втрачає свідомість і прокидається з відновленою рукою. Але він перетворюється на велетенського людоподібного ящера. Намагаючись перехопити Рату, він нападає на людей на мосту Вільямсбурґ. Пітер, уже як Людина-Павук, рятує людей, після чого поліція оголошує розшук і ящера, і Людини-Павука.
Пітер вистежує Коннорса в каналізації, але Лящур (The Lizard) атакує його. Пітеру вдається втекти. Лящур дізнається про справжню особу Людини-Павука через камеру з написом «Пітер Паркер» і нападає на нього у школі. Пітер дізнається, що Коннорс планує випустити з вершини вежі Oscorp біохімічний агент, щоб перетворити всіх мешканців Нью-Йорка на таких самих рептилій, як він сам, аби «усунути слабкість людства».
Поліція, на чолі з капітаном Стейсі, ловить Людину-Павука. Капітан Стейсі розкриває, що це Пітер, і дозволяє йому втекти, щоб зупинити Лящура. Ґвен створює аерозольний антидот, який Пітер активує на вершині Oscorp, зцілюючи Коннорса та його жертв. Але до того, як це стається, Лящур смертельно ранить капітана Стейсі. Перед смертю він просить Пітера триматися подалі від Ґвен, щоб захистити її. Пітер намагається дотриматись обіцянки, однак натякає Ґвен, що, можливо, не зможе її втримати.
У сцені після титрів: ув’язнений Коннорс розмовляє з таємничим чоловіком у тіні, який запитує, чи знає Пітер правду про свого батька. Коннорс відповідає, що ні, і вимагає залишити Пітера в спокої, після чого незнайомець зникає.

## У ролях
- Ендрю Ґарфілд — Пітер Паркер / Людина-павук
- Емма Стоун — Ґвен Стейсі
- Ріс Іванс — Курт Коннорс / Ящір
- Деніс Лірі — Капітан Джордж Стейсі
- Саллі Філд — тітка Мей
- Мартін Шин — дядько Бен
- Ірфан Хан — доктор Раджит Ратха
- Кріс Зілка — Флеш Томпсон
- Кембелл Скотт — Річард Паркер (батько Пітера)
- Ембет Девідц — Мері Паркер (мати Пітера)
- Крістофер Томас Гауелл — Трой
- Стен Лі — камео
- Келсі Чоу — Саллі Евріл

## Український дубляж
Фільм надано компанією Columbia Pictures дубльовано і зміксовано LeDoyen Studio на замовлення B&H Film Distribution.
Переклад: Олександра Шабельника
Режисер дубляжу: Ольга Фокіна
Звукорежисер: Марія Нестеренко
Координатор проєкту: Аліна Гаєвська
Ролі дублювали: Ендрю Ґарфілд/Пітер Паркер — Андрій Соболєв, Емма Стоун/Ґвен Стейсі — Юлія Перенчук, Ріс Іванс — В'ячеслав Гіндін, Саллі Філд/Тітка Мей — Олена Бліннікова, Мартін Шин/Дядько Бен — Анатолій Пашнін, Деніс Лірі/Капітан Стейсі — Володимир Терещук, Андрій Альохін, Кирило Андрєєв, Людмила Ардельян, Андрій Мостренко, Роман Чупіс, Михайло Кришталь та інші.

## Відомості про фільм
- 1 липня 2010 року стало відомо, що роль Пітера Паркера буде грати актор Ендрю Ґарфілд, відомий стрічками «Хлопчик А» та «Соціальна мережа».
- 5 жовтня 2010 року роль Гвен Стейсі (коханої Пітера) отримала Емма Стоун, відома за фільмами «Вітаємо у Зомбіленді», «Легковажна Я» і «Суперперці».
- 11 жовтня: роль головного злочинця отримав актор Ріс Іванс. 13 жовтня стало відомо, що головним злочинцем буде Курт Коннорс, відоміший як Ящір.
- 4 листопада роль дядька Бена отримав Мартін Шин, а роль тітки Мей — Саллі Філд.
- 17 листопада роль батька Гвен, Джорджа Стейсі отримав актор Деніс Лірі.
- 20 листопада роль Флеша Томпсона отримав Кріс Зілка.
- 3 грудня роль вченого Раджита Ратхи отримав актор Ірфан Хан. Також цього дня ролі батьків Пітера отримали Кембелл Скотт (батько) і Ембет Девідц (мати).
- Зйомки фільму почались 6 грудня 2010 року у Лос Анджелесі. Це перший фільм Голлівуду, знятий на камеру RED Epic і в 3D форматі з розширенням 5К.